# Новожилов, Иван Ионович
Иван Ионович Новожилов — советский военный, государственный и политический деятель, полковник.

## Биография
Родился в 1905 году в Великом Новгороде. Член КПСС с 1930 года.
С 1927 года — на военной службе, общественной и политической работе. В 1927—1946 гг. — на политической работе и командных должностях в Рабоче-Крестьянской Красной Армии, военный комиссар 371-й стрелковой дивизии, начальник политотдела 36-го стрелкового корпуса, начальник политотдела 215-й гвардейской стрелковой дивизии, на политической работе в Советской Армии.
Делегат XVIII съезда ВКП(б).
Умер до 1985 года.